# Lee Kwan-woo
Lee Kwan-Woo (kor. 이관우; * 25. Februar 1978 in Seoul) ist ein ehemaliger südkoreanischer Fußballspieler.

## Karriere

### Verein
Lee Kwan-Woo erlernte das Fußballspielen in den Schulmannschaften der Hanyang Middle School und der Hanyang Technical High School sowie in der Universitätsmannschaft der Hanyang-Universität. Seinen ersten Vertrag unterschrieb er am 1. Januar 2000 bei Daejeon Citizen. Das Fußballfranchise aus Daejeon spielte in der ersten Liga, der K League. Nach 126 Ligaspielen wechselte er am 1. Juli 2006 zum Ligakonkurrenten Suwon Samsung Bluewings nach Suwon. Mit Suwon feierte er 2008 die südkoreanische Meisterschaft. Den Korean FA Cup gewann er 2009 und 2010. 2009 gewann man das Finale gegen den Seongnam FC im Elfmeterschießen, 2010 ging man als Sieger gegen Busan IPark vom Spielfeld. Den Südkoreanischen Ligapokal gewann er mit den Bluewings 2008. Am 31. Dezember 2010 endete sein Vertrag. Für die Bluewings absolvierte er 59 Erstligaspiele. Von Januar 2011 bis Dezember 2012 war er vertrags- und vereinslos. Im Januar 2013 ging er nach Singapur. Hier unterschrieb er einen Vertrag beim Erstligisten Home United. 2013 wurde er Home Vizemeister. Im gleichen Jahr gewann er mit Home den Singapore Cup. Im Finale setzte man sich mit 4:1 gegen Tanjong Pagar United durch. Nach 52 Erstligaspielen und 19 Toren beendete er am 1. Januar 2015 seine Karriere als Fußballspieler.

### Nationalmannschaft
Lee Kwan-Woo spielte 13-mal von 2000 bis 2008 in der Nationalmannschaft von Südkorea.

## Erfolge
Suwon Samsung Bluewings
- K League Classic: 2008
- Korean FA Cup: 2009, 2010
- Südkoreanischer Ligapokal: 2008

Home United
- Singapore Cup: 2013

## Auszeichnungen
S. League
- Spieler des Jahres: 2013